# Cardigan (Wales)
Cardigan (Welsh: Aberteifi) is een plaats in het Welshe graafschap Ceredigion en het ceremoniële behouden graafschap Dyfed. De plaats ligt aan het estuarium van de rivier de Teifi, zo'n drie kilometer van de Cardiganbaai. Cardigan telt 4203 inwoners (census 2001).